# Повятский сельсовет
Повятский сельсовет (белор. Павяцкі сельсавет) — административная единица на территории Миорского района Витебской области Республики Беларусь. Административный центр — агрогородок Повятье.

## История
Образован в 1940 г.

## Состав
Повятский сельсовет включает 64 населённых пункта:
- Александрина — деревня.
- Александрово — деревня.
- Антоново — хутор.
- Бабарики — деревня.
- Борки — хутор.
- Борсучино — хутор.
- Буково — хутор.
- Вята — деревня.
- Демские — деревня.
- Дерипорты — хутор.
- Дехтярево — хутор.
- Дорожки — деревня.
- Драгуны — деревня.
- Дубовка — деревня.
- Ермолово — деревня.
- Идолта — агрогородок.
- Каменка — хутор.
- Кисляки — деревня.
- Козаково — деревня.
- Коснаревщина — хутор.
- Латыши — деревня.
- Латышонки — деревня.
- Лепещина — хутор.
- Луповщина — деревня.
- Лысогорка — хутор.
- Междуречье — деревня.
- Милашово — деревня.
- Новички — хутор.
- Новое Село — деревня.
- Новый Двор — хутор.
- Облятово — хутор.
- Окунево — хутор.
- Орцы — деревня.
- Понижники — деревня.
- Паташня — деревня.
- Пацево — хутор.
- Повятье — агрогородок.
- Попки — деревня.
- Прудники — деревня.
- Путиново — деревня.
- Рачнево 1 — деревня.
- Рачнево 2 — деревня.
- Рудаки — деревня.
- Рыбаки — хутор.
- Рыбачки — деревня.
- Сочнево — деревня.
- Стайки — деревня.
- Сташули — деревня.
- Столяровщина — хутор.
- Стретово — деревня.
- Судники — хутор.
- Суромщина — деревня.
- Тарараки — деревня.
- Тилевщина — деревня.
- Тычки — деревня.
- Урбаново — деревня.
- Чемяры — деревня.
- Чернилово — хутор.
- Чернявцы — деревня.
- Чурилово — деревня.
- Чурилово Дальнее — деревня.
- Шалтины — деревня.
- Шнурки — хутор.
- Якужи — деревня.

Упразднённые населённые пункты на территории сельсовета:
- Рыжие — хутор

## Достопримечательность
- Водопад в д. Прудники
- Водопад на реке Вята в д. Междуречье
- Усадьба Мирских в д. Междуречье
- Костёл, первая половина XX в. в аг. Идолта
- Часовня, 1862 г. в аг. Идолта